# 백동

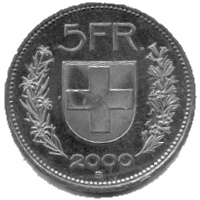

백동(白銅)은 구리에 니켈이 10%에서 30% 정도 포함한 합금이다. 니켈의 양이 많은 것은 은을 닮은 흰 빛이 나서, 은의 대용품으로서 화폐등에 사용되기도 한다. 예를 들어 대한민국의 동전 중에서 100원 동전과 500원 동전이 백동으로 만들어졌다.
전성이 뛰어나므로 소총의 탄약에 이용된다. 황동에 비해 훨씬 얇게 할 수 있으므로 항공기 탑재의 기관총의 탄약에 사용되었다. 현재는 권총의 탄약에도 사용되고 있다.

## 같이 보기
- 황동
- 청동